# Coluna (militar)

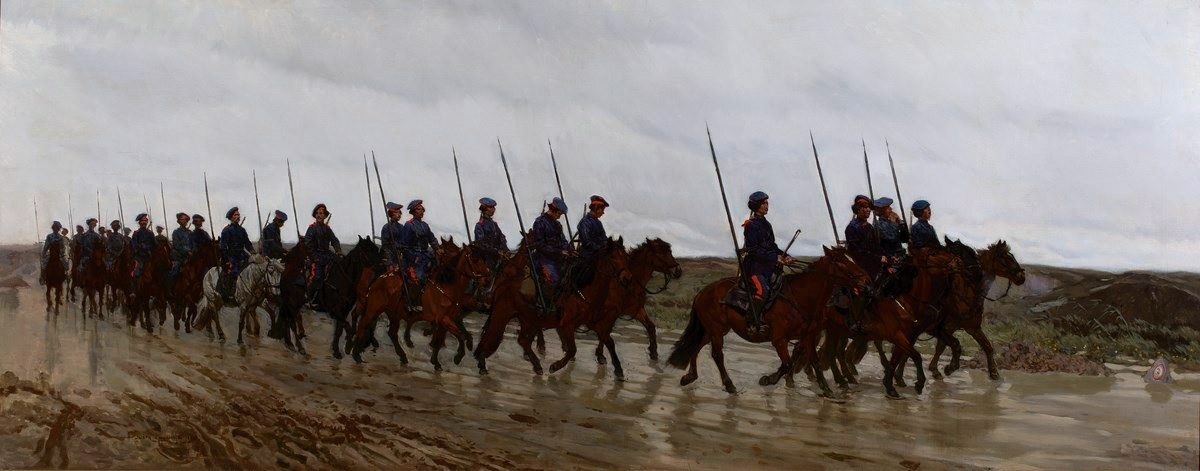
Uma coluna de cossacos (1881).

No âmbito militar, coluna é uma formação de soldados mais longa do que larga, composta por uma ou mais filas. Também são designadas "colunas" alguns tipos de unidades militares, normalmente com funções de transportes ou de reabastecimento.

## Unidade militar
Nalgumas armas e serviços de alguns exércitos, são designadas "colunas" as unidades vocacionadas para o reabastecimento e para transporte de pessoal ou de materiais. Cada coluna é normalmente equipada com uma elevada quantidade de veículos. A coluna é frequentemente equiparada à companhia, sendo comandada por um capitão. Tipicamente, poderão existir colunas de munições — na artilharia ou no serviço de material —, colunas de transporte de feridos — no serviço de saúde — e colunas automóveis — no serviço de transportes.